# جاده ئی۴۱ اروپا
جاده ئی۴۱ اروپا (به انگلیسی: European route E41) یکی از جاده‌های اصلی قاره اروپا است.
این جاده که از شهر دورتموند (آلمان) شروع شده، در شهر الدورف (سوئیس) به پایان میرسد و مسافت آن ۷۸۸ کیلومتر است.